# Kościół św. Doroty w Wolanowie
Kościół świętej Doroty w Wolanowie – rzymskokatolicki kościół parafialny należący do dekanatu przysuskiego diecezji radomskiej.
Obecna świątynia została zaprojektowana przez architektów: Jacka Laskowskiego i Jerzego Szczepanika-Dzikowskiego z Warszawy. Wybudowano ją w latach 1985-1987 dzięki staraniom księdza Bronisława Kowalskiego. Kościół został poświęcony w stanie surowym w dniu 20 grudnia 1987 roku przez biskupa pomocniczego kieleckiego Mieczysława Jaworskiego. Budowla została konsekrowana w dniu 1 stycznia 1994 roku przez biskupa radomskiego Edwarda Materskiego. Świątynia została wzniesiona z cegły i żelbetonu. 
W kościele znajduje się dzwon z 1581 roku, pochodzący ze świątyni drewnianej, rozebranej w 1994 roku i przeniesionej do Muzeum Wsi Radomskiej.